# The Man from Hell's River
The Man from Hell's River er en amerikansk stumfilm fra 1922 af Irving Cummings.

## Medvirkende
- Irving Cummings som Pierre de Barre
- Eva Novak som Mabella
- Wallace Beery som Gaspard
- Frank Whitson som McKenna
- Robert Klein som Lopente
- William Herford
- Rin Tin Tin